# Natrijev acetat
Natrijev acetat (CH3COONa x 3H2O, C2H3NaO2) je natrijeva sol ocetne kisline. Ta brezbarvna topljiva sol ima širok spekter uporabe in predstavlja eno izmed bolj poznanih organskih snovi natrija. Zavzema trdno agregatno stanje v obliki malih kristalov.
Industrijsko se natrijev acetat pridobiva iz  ocetne kisline in natrijevega hidroksida.
CH3COOH + NaOH → CH3COONa + H2O

## Uporaba

### Industrija
Natrijev acetat se uporablja v tekstilni industriji za nevtralizacijo žveplove kisline. Služi kot dodatek pri kromovem strojenju in pri vulkanizaciji sintetične gume. V predelavi bombaža se uporablja za preprečevanje statične elektrike pri proizvodnji bombažnih blazinic. 

### Dodelava betona
Natrijev acetat se uporablja za ublažitev poškodb betonskih konstrukcij zaradi vdiranja vode v razpoke. Deluje kot tesnilo za vdor, obenem pa je okolju prijaznejši in cenejši kot običajno uporabljena alternatva iz epoksi smol.

### Hrana
Natrijev acetat se dodaja v hrano za izboljšanje okusa. Pogosto ga srečamo v čipsu, ki ima slano-kisel okus. Poznamo ga pod oznako E262.

### Puferske lastnosti
Kot konjugirana baza ocetne kisline, lahko raztopina natrijevega acetata in ocetne kisline deluje kot pufer, ki da relativno konstantno vrednost pH. To je uporabno zlasti v biokemičnih aplikacijah, kjer so reakcije odvisne od pH v rahlo kislem območju (pH 4-6).

### Grelne blazinice
Natrijev acetat se prav tako uporablja pri grelnih blazinah, ročnih grelnikih in za vroči led. Natrijev acetat trihidrat se stali pri 58.4 °C. Ko jo segrevamo čez mejo tališča in nato ohladimo, postane vodna raztopina prenasičena. Snov se lahko ohladi na sobno temperaturo brez tvorjenja kristalov. S pritiskom na kovinsko ploščico v snovi se sproži eksotermna kristalizacija v trdno stanje. Pri tem se sproži med 264-289 kJ/kg toplote. V nasprtju z drugimi grelnimi blazinicami, kjer je proces nereverzibilen, se pri natrijevem acetatu s potopitvijo v vročo tekočino proces ponovi. Potrebno je blazinice pustiti toliko časa v vroči raztopni, da se kristali popolnoma raztopijo in jih nato počasi ohlajati na sobno temperaturo.

### Priprava
Za laboratorijsko uporabo je natrijev acetat poceni in ga po navadi kupijo, namesto da bi ga sintetizirali. Včasih se ga proizvaja v laboratorijskem poskusu z reakcijo spremenjive ocetne kisline (po navadi 5-8 % raztopina znana kot kis) z natrijevim karbonatom (pralni prašek), natrijevim bikarbonatom| (soda bikarbona) ali natrijevim hidroksidom. Pri vsakem od teh procesov dobimo natrijev acetat in vodo.